# Люкс, Штефан
Штефан (Стефан) Люкс (словац. Štefan Lux, нем. Stefan Lux; 11 ноября 1888, Малацка, Австро-Венгрия, ныне Малацки, Словакия — 3 июля 1936, Женева, Швейцария) — венгерско-словацкий журналист, актёр и писатель еврейского происхождения. Писал под псевдонимом Петер Штурмбуш (Peter Sturmbusch).

## Биография
Родился в семье еврейского нотариуса Альберта Люкса. После успешного окончания гимназии в Братиславе Штефан начал изучать право в Пеште. Однако он больше тяготел к поэзии и театральному искусству, чем к юриспруденции, и в 1911 году опубликовал в Вене свой первый сборник стихов. Впрочем, и творческие начинания прерывает Первая мировая война — Люкс записался в австро-венгерскую армию, на фронте был дважды ранен. После возвращения с войны молодой перебрался в Берлин, где продолжил театральную деятельность, срежиссировал свой первый фильм (1920), издал второй сборник стихов (1921) и женился.
После прихода к власти Гитлера в 1933 году столкнулся с антисемитскими преследованиями: нацистские фанатики ворвались в его квартиру и сломали всю мебель, и Люкс с женой и маленьким сыном Альбертом бежал в Чехословакию. В Праге он основал театр, но семья жила в стеснённых условиях. В качестве корреспондента радио и автора политических статей во многих периодических изданиях пытался привлечь внимание к общей пассивности по отношению к нацистской Германии и призвать к борьбе с антисемитизмом. Как активный публицист он получил лицензию журналиста и был направлен чехословацкой прессой на предстоящее заседание Лиги Наций в Женеве.
3 июля 1936 года в ложе для прессы здания Лиги Наций в Женеве, где Стефан представлял пражскую газету, он совершил самоубийство выстрелом в висок (по другим данным — в грудь) после выкрика «C’est le dernier coup» («Это последний удар»). Оставил письмо к руководителям демократических государств, в котором говорилось, что его самоубийство было демонстрацией, призванной обратить внимание Лиги на преследование евреев в Германии побудив международное сообщество выступить в защиту гонимых и оказать помощь еврейским беженцам: «Я отдаю свою жизнь в надежде, что моя смерть напомнит руководителям Лиги Наций об их долге в отношении евреев, национальных меньшинств и малых наций». Однако инцидент был замят и не получил широкой огласки.

## Фильмография
- 1920 — Gerechtigkeit[3] (режиссёр).
- Фильм Коста-Гавраса «Аминь» (2002) начинается со сцены самоубийства Люкса.

## Публикации
- Meine Lieder. ; Wien, C. Konegen, 1911.
- Drei Lieder für hohe Singstimme mit Klavierbegleitung ; Julius Rünger; Peter Sturmbusch; Ema Destinnová; Ada Negri; Mainz B. Schott’s Söhne, 1916.
- Liebeslieder. ; Wien: Carl Konegen, 1921.
- Nur keck : Posse mit Gesang in 3 Akten ; Johann Nestroy; Peter Sturmbusch; Wien : Interterritorialer Verlag «Renaissance» (Erdtracht) 1923.